# Nina Nikanorova
Nina Nikanórova (Tver, Rusia, 18 de diciembre de 1923 - Miami, Estados Unidos, 23 de diciembre de 2013) fue una bailarina y maestra de danza rusa, nacionalizada venezolana en 1963 y con residencia en Venezuela.

## En la Unión Soviética
Estudió danza en la Escuela de Ballet de Kalinin, en Rusia. En 1938 comenzó su carrera profesional en la Unión Soviética con la compañía de Bebutov Arbenin, y estando en gira con ellos comenzó la Segunda Guerra Mundial. Una bomba destruyó el teatro donde actuaban, en la frontera con Polonia, y tampoco pudo regresar ya a su pueblo natal. Se estableció en Brest-Litovsk, donde en 1941 y hasta 1943 empezó a ejercer como profesora de ballet y luego como directora en su Academia de Bellas Artes.
Refugiada y sufriendo los avatares de la posguerra, decidió junto con su marido, su hija y sus suegros viajar a Sudamérica.

## En Venezuela
El 1 de octubre de 1947 llegó a Venezuela por Puerto Cabello, y se estableció en El Trompillo, municipio Carlos Arvelo del estado Carabobo, donde el gobierno del presidente Rómulo Betancourt había construido unas barracas que servían como primera casa a los inmigrantes. Inmediatamente hizo contacto con Luis Taborda, ciudadano venezolano que ofrecía ayuda a los inmigrantes, este la contactó con las autoridades culturales locales.
Pronto se trasladó a Valencia, en el mismo estado Carabobo y con la ayuda de Luis Taborda y del general Ricardo Arroyo Lüdert -por aquel entonces gobernador del estado Carabobo-, creó el 15 de septiembre de 1948 la Escuela de Ballet Clásico Nina Nikanorova, en la que implantó el método creado por Agrippina Vagánova, de uso muy frecuente en la URSS.
La escuela funcionó inicialmente en la Casa Páez, como parte del Instituto de Bellas Artes, y en 1954 se mudó a la calle Libertad; ha mantenido sus labores de manera ininterrumpida hasta la actualidad. Allí se han formado bailarines destacados que después se incorporaron a compañías de danza en Venezuela y otros países, como Alfredo Pietri, Carlos Nieves, Austra Janifis, Glenda Lucena, Francis Sequera, Carmen Sequera, Servy Gallardo, Graciela Grundinger, Liliana Panebianco, David Noguera, Helena Sokolova (su hija), Iliana López, Franklin Gamero, Wilman Gamero, Elizabeth Núñez (su nieta) Duneska Méndez, o Ana Rosa Ramos.
Nina también creó posteriormente el Conjunto Coreográfico Juvenil Nina Nikanorova, para que los graduandos de su escuela pudieran ampliar su experiencia.

## Premios y reconocimientos
- 1999: Premio Regional de Danza - Estado Carabobo[6]
- 2002-2003: Premio Nacional de Cultura, Mención Danza.[1][4]